# Mscislaŭ
Mscislaŭ (in bielorusso Мсціслаў?, in russo Мстиславль?, Mstislavl') è una cittadina bielorussa della Regione di Mahilëŭ.

## Storia
Mscislaŭ fu menzionata per la prima volta nel Codice Ipaziano nel 1156. era Inclusa Inizialmente nel Principato di Smolensk, ma nel 1180 era diventata la capitale di un principato indipendente. Nel medioevo, era la sede della famiglia dei principi Mstislavsky. Si ritiene che Pyotr Mstislavets sia nato a Mstislavl.
Nel 1377 fu conquistata dal Granducato di Lituania. Il primo duca lituano di Mstislavl fu Karigaila, fratello di Jogaila. La cittadina fece parte del Confederazione polacco-lituana, come capoluogo del voivodato omonimo fino alla prima spartizione della Polonia nel 1772.
Nel 1939, risiedevano a Mscislaŭ 2.067 ebrei, quasi il 20% della popolazione locale. L'esercito tedesco occupò la città nel luglio 1941. All'inizio di ottobre, furono uccisi 30 ebrei anziani. Il 15 ottobre 1941, insieme alla polizia locale, i nazisti uccisero da 850 a 1.300 ebrei.

## Monumenti e luoghi d'interesse
- Chiesa carmelitana, del 1637, ristrutturata 1746-50;
- c^Cattedrale gesuita, del 1640, ristrutturata 1730-38, trasformata in cattedrale ortodossa nel 1842.